# Casanova (pel·lícula de 1976)
|  | Aquest article tracta sobre la pel·lícula de Federico Fellini; per la pel·lícula de Lasse Hallström, vegeu l'article Casanova (pel·lícula de 2005). |

Casanova (títol original en italià: Il Casanova di Federico Fellini, coneguda també com Casanova) és una pel·lícula de 1976, dirigida per Federico Fellini i basada en l'autobiografia de l'escriptor llibertí del segle xviii Giacomo Casanova "Storia della mia vita". Va rebre diversos premis, d'entre els quals un Oscar i un BAFTA al millor vestuari. La pel·lícula va ser rodada als estudis de Cinecittà de Roma.

## Argument
Giacomo Casanova és un home gran que recorda, des del Castell de Duchcov (Bohèmia) d'on és el bibliotecari, la seva vida. Rememora les històries d'amor i les aventures passades, així com els viatges per tot Europa durant la seva joventut.

## Repartiment
- Donald Sutherland: Giacomo Casanova
- Tina Aumont: Henriette
- Cicely Browne: Madame D'Urfé
- Carmen Scarpitta: Madame Charpillon
- Clara Algranti: Marcolina
- Daniela Gatti: Giselda
- Margareth Clémenti: Germana Maddalena
- Mario Cencelli: Moebius
- Olimpia Carlisi: Isabella
- Silvana Fusacchia: germana d'Isabella

## Premis[calcitació]
- Oscar al millor vestuari i nominació a l'Oscar al millor guió adaptat.
- BAFTA al millor vestuari, al millor disseny de producció i nominació al de millor fotografia.
- David di Donatello a la millor música (Nino Rota).